# Pedologia

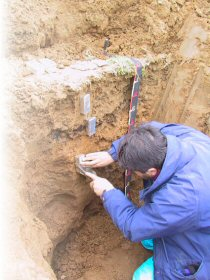
Pedologo al lavoro

La pedologia (dal greco: πέδον, pedon, "suolo"; e λόγος, logos, "studio") è la scienza che studia la composizione, la genesi e le modificazioni del suolo, dovute sia a fattori biotici che abiotici. È una branca delle scienze della Terra, in genere, e dell'agronomia, di cui è ritenuto padre fondatore il geografo russo Vasilij Vasil'evič Dokučaev.

## Inquadramento storico

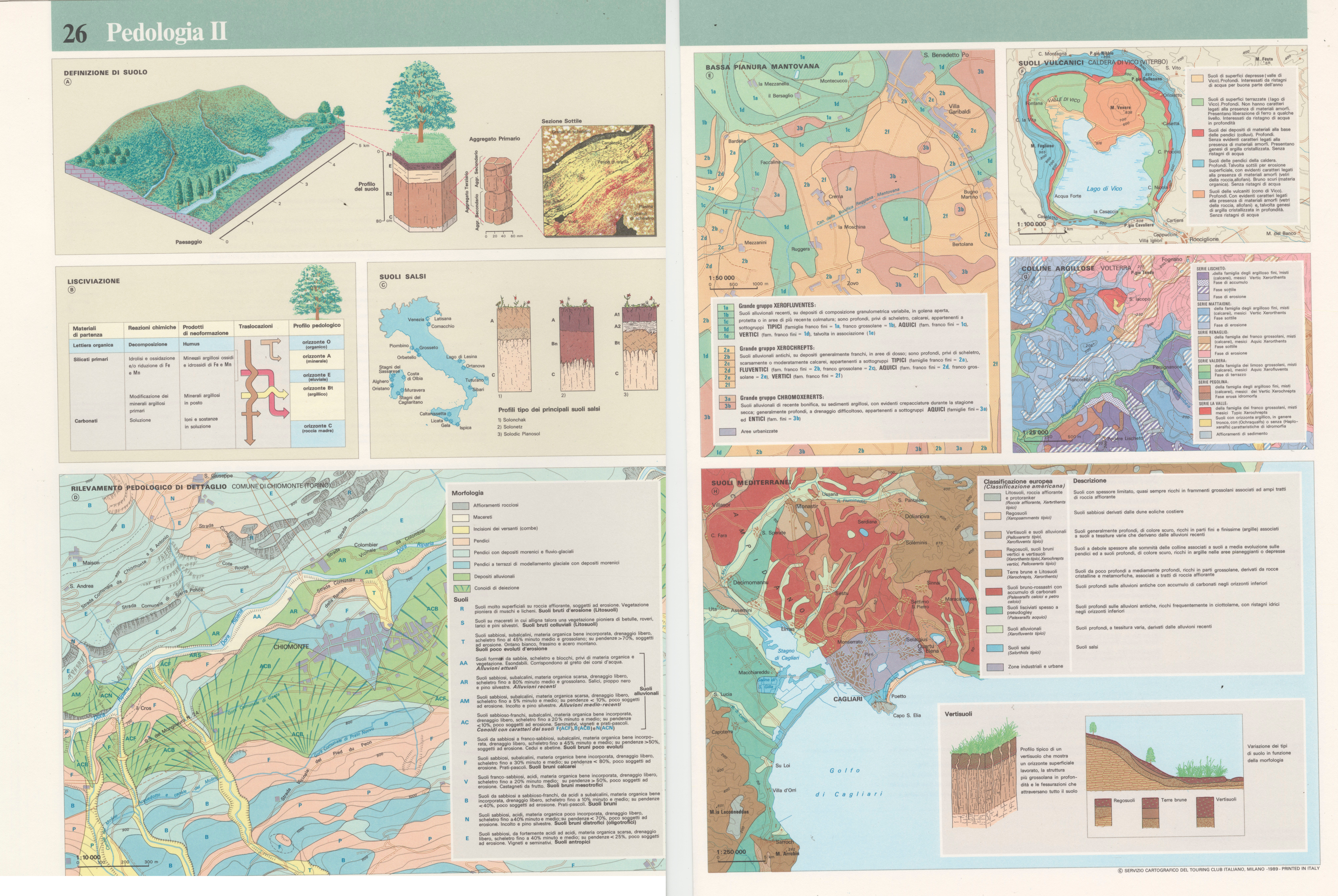
Mappe pedologiche

L'esperienza millenaria degli agricoltori riconosce che i terreni non sono tutti uguali e che a caratteristiche diverse corrispondono capacità diverse di nutrire i raccolti. Fino dai primordi della scienza della coltivazione i primi cultori della materia hanno cercato, quindi, di distinguere i terreni tentando di individuare le peculiarità secondo le quali realizzarne le categorie tassonomiche. La classificazione del maggiore agronomo latino, Lucio Giunio Moderato Columella è, peraltro, alquanto semplice, seppure sia corredata dalle istruzioni per realizzare alcuni facili test sulle proprietà del suolo.
La conoscenza del suolo compie un passo fondamentale con l'arabo Ibn al-Awwam, che apre il proprio manuale proclamando che "la conoscenza dei terreni è la prima cosa in agricoltura". Raccogliendo le notizie di geografi, agronomi e botanici di tutto il mondo arabo, l'autore di Siviglia tenta un'autentica geografia dei terreni dall'Indo al Guadalquivir, un obiettivo per il quale le notizie che raccoglie sono invero troppo rudimentali, anche se alcune descrizioni magistrali dimostrano le ambizioni della scienza araba.
Nel Rinascimento, il bresciano Agostino Gallo offre un'interessante elencazione di suoli di caratteristiche diverse nel capitolo sui lavori del terreno.
Nel Seicento l'inglese John Evelyn propone una dotta disquisizione sulle proprietà del suolo, che non fa che riproporre, nella sostanza, i concetti più evanescenti della fisica aristotelica. Nicolas-Théodore de Saussure assicura un criterio cardinale per la futura scienza del suolo, impegnandosi nell'analisi delle ceneri dei vegetali, il presupposto della conoscenza degli elementi la cui presenza nel suolo favorisce il loro sviluppo. Mentre il concetto di fertilità chimica, concetto chiave sul piano agronomico degli studi sul suolo, viene progressivamente precisato da Justus von Liebig e dagli inglesi John Bennet Lawes e Henry Gilbert, un agronomo francese, Adrien de Gasparin, pone le fondamenta dello studio fisico del terreno che ricalcando un precursore elvetico, Schuebler, propone i metodi per analizzare undici proprietà fisiche del terreno, dal colore all'adesività.
L'autentica scienza del suolo è creatura, peraltro, tra il terzo e l'ultimo quarto dell'Ottocento, di due scienziati russi, Vasilij Vasil'evič Dokučaev e Sergej Vinogradskij. Il primo, studente di geografia a San Pietroburgo negli anni in cui siccità ripetute hanno acceso i timori dell'esaurimento della fertilità della steppa, fonte di ricche esportazioni di cereali, e infiammato il dibattito sulle origini del manto di suolo nero che la ricopre, il černozëm, si impegna a confrontare le teorie proposte da geografi, geologi e botanici ed identifica gli errori che le accomunano, formula il teorema della metamorfosi dei terreni, qualsiasi sia la loro origine geologica, secondo il clima di ciascuna regione, teorema che costituirà il fondamento della pedologia moderna. Il secondo, medico e chimico, studia i metodi dell'analisi batteriologica di Louis Pasteur e secondo quei metodi affronta lo studio della vita batterica nel suolo, creando la microbiologia del suolo.
Nata in Russia, la pedologia conoscerà uno sviluppo straordinario negli Stati Uniti d'America, teatro alla fine degli anni venti dei catastrofici cicloni che verranno ricordati come dust bowl che, oscurando il cielo di New York, riversarono nell'oceano Atlantico milioni di tonnellate di suolo di tutta la fascia dal Texas al Nebraska. È il risultato dello sfruttamento agrario eccessivo di terreni predesertici. Di fronte alla catastrofe il Paese realizzò grandi investimenti scientifici, creando un organismo scientifico e uno di tutela del suolo, il Soil Survey e il Soil Conservation Service. Il risultato dell'impegno scientifico sarà l'elaborazione della più autorevole classificazione pedologica del mondo, la tassonomia del suolo secondo USDA.

## I "capitoli" della pedologia

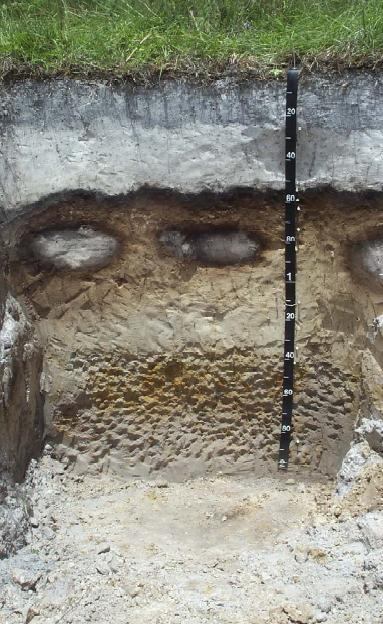
Podzol di ambiente subtropicale, Florida.

Lo studio del suolo può essere articolato in funzione di molti parametri che lo caratterizzano, come ad esempio la sua origine e classificato tenendo conto delle sue proprietà:

### Classificazione
Esistono principalmente tre tipi di suoli:
- Suoli Zonali
- Suoli Intrazonali
- Suoli Azonali

#### Suoli Zonali
I suoli zonali hanno a loro volta un'ulteriore classificazione:
- Podzolizzati, dal russo podzol, tipico delle regioni a foresta (Siberia e Canada)
- Laterici, che caratterizzano le regioni calde, tropicali, umide ed equatoriali
- "di Paesaggio", caratterizzano l'America Settentrionale e le praterie
- "Scuri", osservabili nelle regioni semiaride, subumide ed umide
- "poco colorati", in genere attribuibili alle regioni aride
- "Suoli della zona fredda", non hanno un nome preciso, ma è intuibile quali regioni interessa

#### Suoli Intrazonali
Sono delle aree di transizione fra Zonali e Azonali. Si distinguono in:
- "Idromorfi", hanno la caratteristica comune di essere condizionati dalla presenza di acque dolci delle paludi, di acquitrini e delle zone inondate
- "Salini", definite anche con il nome di "calciformi", sono tipici delle regioni poco drenate o di depositi costieri

#### Suoli Azonali
Si dividono in:
- "Litosuoli", suoli con una elevata presenza di rocce
- "Regosuoli", che sono presenti in corrispondenza di suoli alluvionali e sabbie asciutte

### Proprietà del terreno
Le proprietà di un suolo sono il risultato dell'azione dei diversi fattori che hanno portato alla sua pedogenesi; il concetto fu formalizzato nel 1941 dal pedologo Jenny, nella prima versione della sua famosa equazione che connette le proprietà osservate del suolo con i fattori indipendenti che determinano la sua formazione:
{\displaystyle S=f(cl,o,r,p,t,...)\ }
dove:
- S = una qualunque proprietà del suolo
- cl = clima
- o = organismi
- r = topografia (intesa come rilievi, dall'inglese relief)
- p = roccia madre (dall'inglese parent material)
- t = tempo (momento iniziale della formazione di un suolo)
- ... = altri fattori, di importanza locale

Una volta formatosi, un suolo è caratterizzato da una serie di proprietà fisiche, chimiche e biologiche.

#### Proprietà fisiche del terreno
Comprendono importanti parametri tra cui:
- Tessitura: è la granulometria in cui sono suddivise le particelle che compongono il suolo; più sono piccole le particelle, maggiore è la superficie per unità di volume.
- Struttura: indica le modalità con cui le singole particelle si riuniscono per formare aggregati mantenuti insieme da sostanze dette cementi e separati fra loro da superfici di rottura. La presenza di una buona struttura assicura generalmente una maggiore qualità del suolo.
- Porosità: esprime il volume degli spazi vuoti del terreno come rapporto percentuale sul volume totale.
- Temperatura.
- Colore. Tramite Sistema Munsell dei colori
- Adesione e altri parametri.

#### Proprietà chimiche del terreno
Sono le proprietà dipendenti dai fenomeni chimico-fisici, ma collegate anche al clima e agli organismi viventi presenti nel suolo.
- Potere assorbente del terreno: è la proprietà che ha un suolo di trattenere l'acqua e gli elementi nutritivi indispensabili per la crescita delle piante e dei microrganismi.
- pH: il pH ottimale dei terreni è in genere compreso tra 5,5 e 8,5; al di fuori di questi valori, la possibilità di avere una vita biologica consistente diventa piuttosto difficile.
- Soluzione circolante: è la soluzione molto diluita di sali dalla quale le piante traggono le sostanze nutritive e l'acqua necessaria alla loro crescita.